# Xylotoles parvulus
Xylotoles parvulus är en skalbaggsart som beskrevs av White 1846. Xylotoles parvulus ingår i släktet Xylotoles och familjen långhorningar. Inga underarter finns listade i Catalogue of Life.